# Коктерек (Бокейординський район)
Коктере́к (каз. Көктерек) — село у складі Бокейординського району Західноказахстанської області Казахстану. Входить до складу Бісенського сільського округу.
Населення — 453 особи (2021; 520 у 2009, 552 у 1999, 457 у 1989).